# Ane Grethe Antonsen
Ane Grethe Antonsen (25. juni 1855 - 9. januar 1930), var en dansk skuespiller

## Filmografi
- Elskovsbarnet (1910)
- Et Gensyn (1910)
- Det falske Spil (1911)
- Pigen fra det mørke København (1912)